# スカイワードあさひ
スカイワードあさひは愛知県尾張旭市にある公共施設。

## 概要
1992年（平成4年）4月5日、市制施行20周年を記念して城山公園の一角に開館した。展望室や天体観測施設、民俗資料の展示室、ホール・ギャラリーなどがある。公園は市のほぼ中央に位置する桜の名所で、毎年4月にはさくらまつりが催される。
かつてはスカイワード内に市役所の出張所が置かれ、住民票などの交付や市税の納付受付も行なっていたが、2009年（平成21年）3月で廃止された。
2019年（令和元年）6月2日には、第70回全国植樹祭に際して、今上天皇・皇后が会食のため当施設を利用した。

### 9F（展望室）

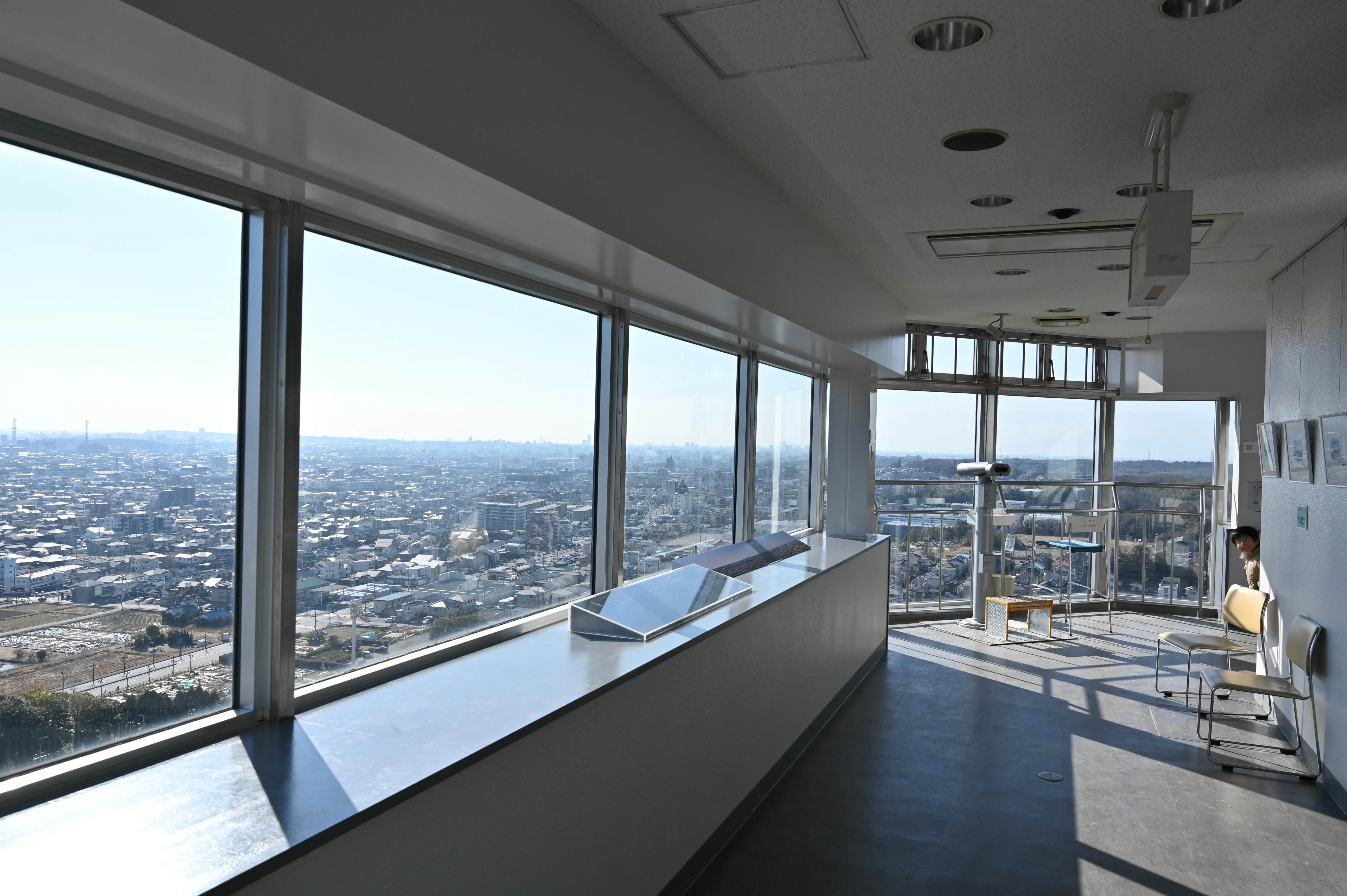
展望室

60人を収容できる展望室は地上約54.95メートル（標高約131メートル）にあって360度が見渡せる。近い場所では猿投山や東谷山、天候などの条件が揃えば御嶽山や御在所岳、恵那山のほか、東山タワーや名古屋市の高層ビル群なども見える。また、21時半まで開館しており夜景を観ることもできる。

### 8F（天体観測室）

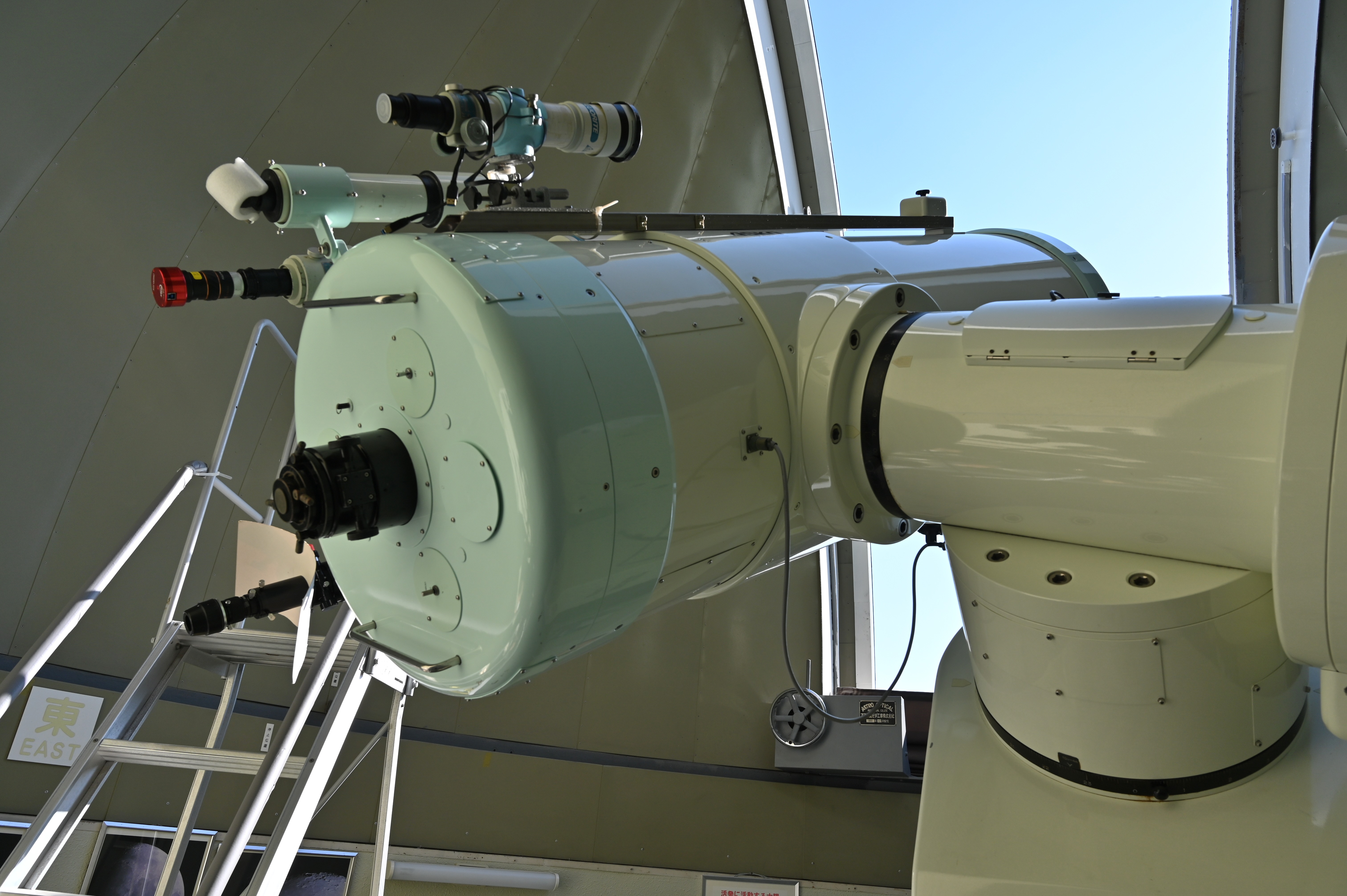
望遠鏡

アストロ光学製の電動天体ドームに旭精工製ドイツ式赤道儀反射望遠鏡（口径50cm、コンピュータ制御）、Hα干渉フィルターを搭載した太陽望遠鏡（口径10cm）などを備えた天体観測室が置かれており、定期的に観望会を行なっている。なお、ドームの北西側に展望台が位置しているため北西の空は見えない。

#### 太陽観望会
- 毎週火曜日、土曜日、日曜日、祝日 - 10時〜12時、13時〜15時

#### 夜間公開
- 第1・2・3・4日曜日 - 日没後　1時間経過後～約1時間の間
  - いずれも参加費・申し込み不要（直接来館）
  - 駐車場あり

### 7F
レストラン「SKYWORD」とレセプションルームがある。

### 6・5F
会議や講演会などに使用できる貸ホールとして「ひまわりホール」A・Bと「くすのきホール」A・B（いずれも定員84名）がある。

### 4F（ギャラリーあさひ）
絵画などの展覧会に使える貸ギャラリー「ギャラリーあさひ」が置かれている。

### 3F（民俗展示フロア）
市内の遺跡からの出土品やかつての祭で使われた装束などを展示する「民俗歴史フロア」がある。

### 2F（市民情報フロア）
玄関と受付、図書コーナーなどがある「市民情報フロア」で、休憩スペースを兼ねている。

### 1F
120名を収容できる「ふれあいホール」が置かれている。

## 別棟
本館の南側に別棟があって、2つの展示室と1つの会議室があるほか、エントランスが屋外イベント用のステージも兼ねている。

## 利用案内
- 開館時間 - 9:00〜22:00（民俗歴史フロアと市民情報フロアは17時まで）
- 休館日 - 年末年始、その他臨時休館あり

## アクセス
- 名鉄瀬戸線 - 尾張旭駅から徒歩で約15分。
- 愛知県道61号名古屋瀬戸線（瀬戸街道） - 城前交差点を北進、城山公園内。